# آی‌اس‌اس ای‌اس
آی‌اس‌اس ای‌اس (انگلیسی: ISS A/S) شرکت املاک دانمارکی است، که در سال ۱۹۰۱ تأسیس شد.